# Magyar Ferenc (pap)
Magyar Ferenc (Szeged, 1809. február 5. – Eger, 1884. július 31.) egri egyházmegyei római katolikus áldozópap, egyházi író, hitszónok és líceumi tanár.

## Életpályája
Szegény szülők gyermeke, akiknek nem volt módjuk taníttatni fiukat, azonban Bodó Menyhért minorita szerzetes segítette a tehetséges gyermeket tanulmányaiban. 1829-ben a papi pályára lépett és miután hittani tanulmányait elvégezte, 1833-ban miséspappá szentelték föl. Kál, Arló, Verpelét, Apátfalva és Jászberény szószékein fejtette ki szónoki tehetségét, amely őt 1839-ben az egri főszékesegyház hitszónokává emelte. 1843-ban az egri líceum mennyiségtan tanárává, 1845-ben pedig a természet és közjog előadójává nevezte ki egyházmegyei kormánya. Mint líceumi hitszónok is működött több évig, 1858-ban pedig szentszéki ülnök lett, végül kispréposti káplán volt. Hittani és erkölcstani műveken kívül szépirodalmi alkotásokat is publikált. Kéziratban maradt szentbeszédeit 1895-ben adták ki Egerben.

## Önálló művei
- Verskoszorú, mely mélt. és főt. Lonovics József úrnak a csanádi püspöki székbe 1834-ik eszt. Sz. Mihály hava 24. történt beiktatása ünnepére fűzetett. Szeged.
- Dalkoszorú Pyrker János László aranymiséjére. Eger, 1846.
- Kath. keresztény erkölcstan (Eger, 1852);
- Regék (Pest, 1858);
- O virgo vagy a század tükre (színmű);
- Uj-Somlóvár (rege, Pest)
- Magyar Ferenc vasárnapi és ünnepi szentbeszédei (I. köt., Eger 1895).

## Fordításai
- Victorine, vagy a hit ereje (Eger 1845); Dr. Götz S. György würzburgi kanonok után. Németből.
- A Jézus Krisztus Isten fia s világ megváltója története. Hirscher Ker. János után németből ford. Eger, 1844.
- Természetjog vagy joghilosophia (Eger, 1850); francia nyelven írta Ahrens H. brüsszeli tanár
- Kath. keresztény hittan (Eger, 1852); németből átdolgozva
- Kath. keresztény erkölcstan (Eger, 1852); németből átdolgozva
- B. Pecador János életrajza. Olaszból. Eger, 1861.